# Stomopneustes
Stomopneustes is een geslacht van zee-egels, en het typegeslacht van de familie Stomopneustidae.

## Soorten
- Stomopneustes antiquus Nisiyama, 1966 †
- Stomopneustes pristinus Jackson, 1937 †
- Stomopneustes variolaris (Lamarck, 1816)